# IHF Men’s Club World Championship
Die IHF Men’s Club World Championship (bis 2023: IHF Men’s Super Globe, auch Super Globe) ist die Weltmeisterschaft für Männer-Vereinsmannschaften im Handball. Der Wettbewerb wird auch als Klub-Weltmeisterschaft bezeichnet. Das Turnier wird seit 1997 von der International Handball Federation (IHF) ausgerichtet, teilnahmeberechtigt sind Vertreter aller IHF-Kontinentalverbände sowie ein Team des gastgebenden Verbandes.

## Geschichte
Das erste Turnier des Super Globe fand 1997 in Wiener Neustadt statt. In diesem Jahr konnte der spanische Verein CB Cantabria Santander den Titel holen. Nachdem man den norwegischen Verein Drammen HK im Finale mit 30:29 besiegte. Dritter wurde der Asienvertreter Doosan KyungWol aus Seoul in Südkorea, mit einem 33:27-Sieg gegen den HC Bruck aus Österreich.
Von den europäischen Vereinen wurde dieser Wettbewerb zuerst nicht groß beachtet. Oft wurden B- oder Jugendmannschaften zum Super Globe geschickt. Das senkte die sportliche Bedeutung des Wettbewerbs. Nachdem man die Preisgelder erhöhte, wurde der Wettbewerb auch für europäische Spitzenteams interessant. So erhielt der Sieger 2014 und 2015 ein Preisgeld von 400.000 Euro, der Zweitplatzierte 250.000 und der Drittplatzierte 150.000. Des Weiteren verstärkten sich die Teams der anderen Kontinente mit Spitzenspielern aus den europäischen Ligen. Amine Bannour wurde beispielsweise beim Super Globe 2012 an den saudi-arabischen Mudhar Club ausgeliehen, 2013 an den tunesischen Verein Étoile Sportive du Sahel und 2014 an den katarischen Verein Al Sadd Sports Club. So spielten neben Bannour auch Håvard Tvedten, Guillaume Joli und Dragan Gajič in verschiedenen Jahren für den Al-Sadd Sports Club.

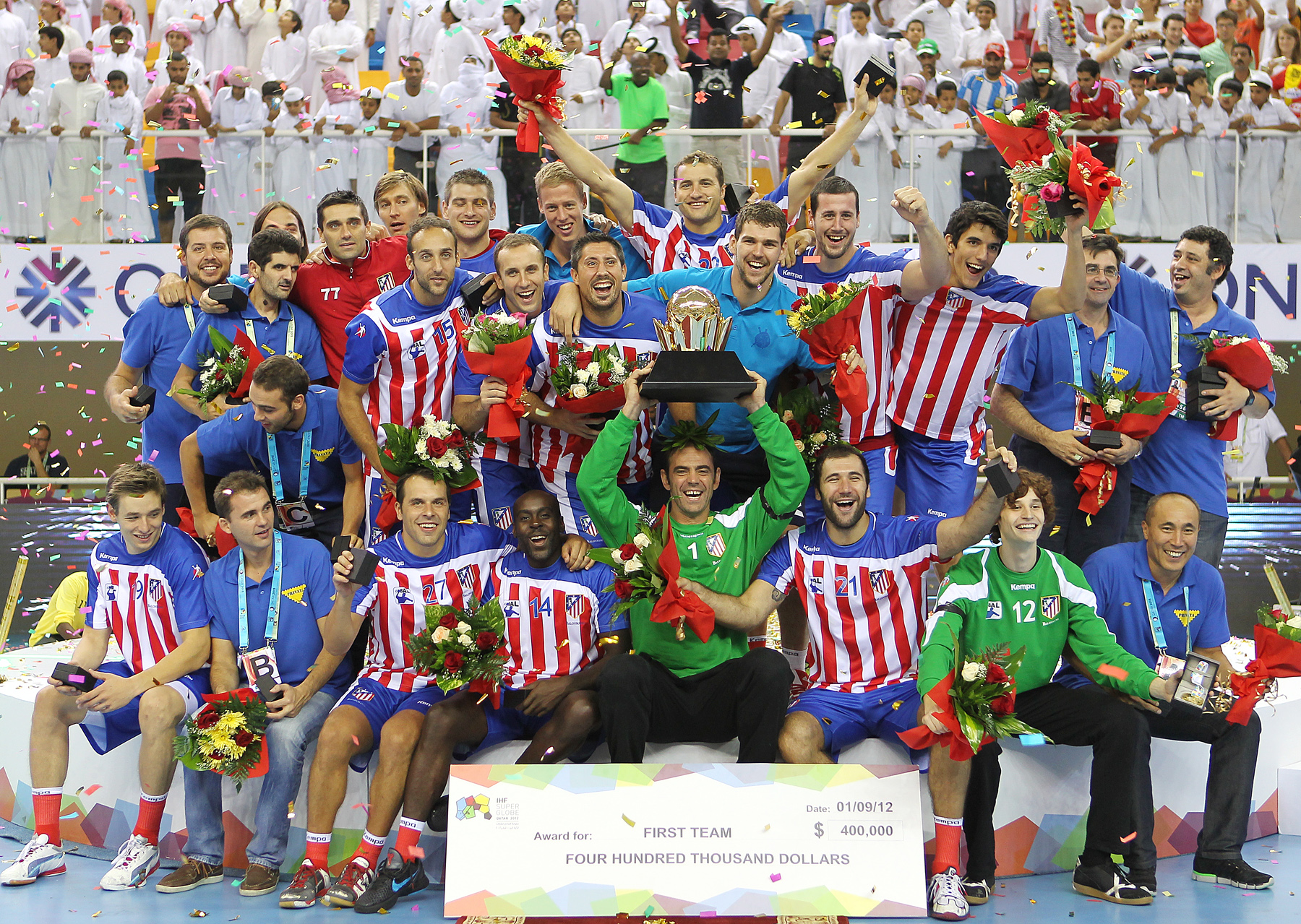
Das Team von BM Atletico Madrid bei der Siegerehrung 2012

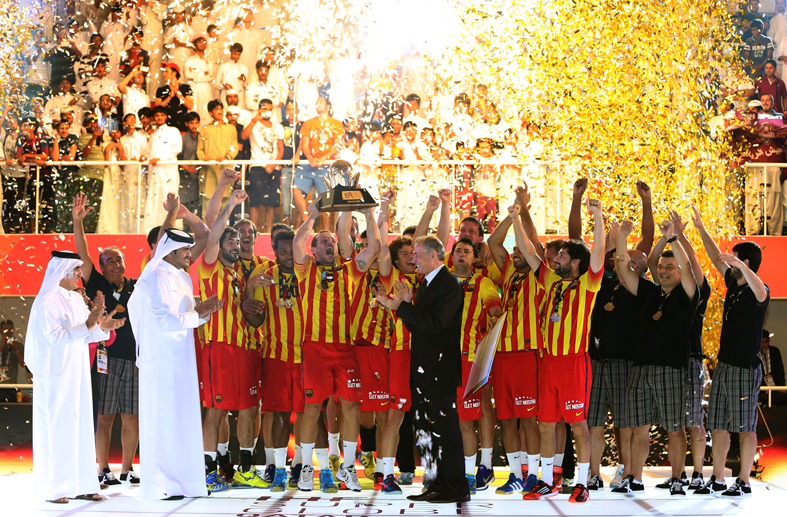
Das Team des FC Barcelona bei der Siegerehrung 2013

Nach fünf Jahren fand das Turnier erneut statt. Diesmal war der Austragungsort Doha in Katar. Der Heimatverein Al Sadd SC konnte in diesem Jahr den Titel holen, man spielte jeder gegen jeden und konnte dabei den SC Magdeburg mit 35:32 besiegen. Dritter wurde der brasilianische Verein AAA Metodista aus São Bernardo do Campo (SP).
Im Jahr 2007 konnte BM Ciudad Real den Titel holen. Dieses Mal war die Stadt Kairo der Austragungsort. Zweiter wurde der ägyptische Verein Al Ahly SC aus Kairo vor Mouloudia MCA Algier aus Algerien.
Das nächste Turnier fand vom 17. bis 21. Mai 2010 statt, wieder ließ man die Spiele in Doha stattfinden. Und wieder hieß der Sieger BM Ciudad Real. Sie besiegten im Finale die Heimmannschaft Al-Sadd SC mit 30:25. Bester Torschütze im Finale war der Mazedonier Kiril Lazarov mit 12 Toren, davon 6 Siebenmeter. Dritter wurde der Afrikavertreter aus Ägypten, Zamalek SC.
Nach der Austragung des Turniers hat man sich entschieden, die Zeit zwischen den Turnieren auf ein Jahr zu verkürzen. So wurde das nächste Turnier im Jahr 2011 in Doha ausgetragen. Zum ersten Mal konnte ein deutscher Verein Weltmeister der Vereinsmannschaften werden. Nach einem 28:25-Sieg gegen den spanischen Vertreter BM Ciudad Real konnte der THW Kiel zum ersten Mal die Trophäe in den Händen halten. Bester Torschütze im Finale war Marcus Ahlm mit sieben Toren. Dritter wurde das Team Al Sadd aus dem Libanon nach einem 28:23-Sieg gegen den Al Zamalek SC aus Ägypten.
Die Turniere 2012 bis 2016 fanden erneut in Doha statt. 2012 gewann BM Atlético Madrid den Titel und konnte sich dabei im Finale gegen den Titelverteidiger THW Kiel mit 28:23 durchsetzen. Drittplatzierter wurde der Al Sadd SC, der gegen den ägyptischen Verein al Zamalek SC im Spiel um Platz 3 gewann. 2013 und 2014 wurde jeweils der FC Barcelona Sieger des Turniers. Unterlegener Finalist 2013 war der HSV Hamburg sowie 2014 der Al Sadd Sports Club. Dritter wurde 2013 der katarische El Jaish Sports Club und 2014 die SG Flensburg-Handewitt.
2015 konnte zum zweiten Mal ein deutsches Team das Turnier in Doha gewinnen. Die Füchse Berlin gewannen in der Verlängerung mit 28:27 gegen den MKB-MVM Veszprém. Dritter wurde der FC Barcelona. 2016 gelang den Füchsen Berlin die Titelverteidigung, sie bezwangen im Finale Paris Saint-Germain mit 29:28. Den dritten Platz belegte der polnische Verein KS Kielce. 2017 und 2018 gewann der FC Barcelona seine Endspiele gegen die Füchse Berlin, die zum vierten Mal hintereinander im Finale standen.
Im Jahr 2018 wurden die Rechte zur Austragung des Turniers für fünf Jahre an Saudi-Arabien, vertreten durch das saudi-arabische Sportministerium, vergeben. Die erste Austragung fand 2019 statt, Sieger war der FC Barcelona. Das Turnier 2020 fiel wegen der COVID-19-Pandemie aus. Von 2021 bis 2023 gewann der SC Magdeburg dreimal in Folge. Die ersten beiden Male hieß der Finalgegner FC Barcelona. 2023 setzte sich der SCM in einem rein deutschen Finale gegen die Füchse Berlin durch.
Seit dem Jahr 2024 richtet der Handballverband Ägyptens das Turnier aus. Die erste Austragung gewann der ungarische Verein KC Veszprém.

### Austragungen
| Jahr | Austragungsort                                | Sieger                                        | Finale                                        | Zweiter                                       | Dritter                                       | weitere Teilnehmer |       |
| ---- | --------------------------------------------- | --------------------------------------------- | --------------------------------------------- | --------------------------------------------- | --------------------------------------------- | --- | ----- |
| 1997 | Wiener Neustadt                               | CB Cantabria Santander                        | 30:29                                         | Drammen HK                                    | Doosan KyungWol                               | HC Bruck, Osakidenki Tokio, Metodista São Bernardo, Mouloudia Club d’Alger, Kawkab Marrakesch                                              |       |
| 2002 | Doha                                          | al-Sadd Sports Club                           | – 1)                                          | SC Magdeburg                                  | Metodista São Bernardo                        | FAP Cameroun, Al Salmiya Club |       |
| 2007 | Kairo                                         | BM Ciudad Real                                | – 1)                                          | al Ahly SC                                    | GS Pétroliers                                 | Club Metodista São Bernardo, al Qadsia Kuwait                                                                                              |       |
| 2010 | Doha                                          | BM Ciudad Real                                | 30:25                                         | al-Sadd Sports Club                           | Zamalek SC                                    | Al-Sad, Unopar, Southern Stars |       |
| 2011 | Doha                                          | THW Kiel                                      | 28:25                                         | BM Ciudad Real                                | Al-Sadd                                       | Zamalek SC, Esporte Clube Pinheiros, al-Sadd Sports Club, al-Rayyan SC, Southern Stars                                                     |       |
| 2012 | Doha                                          | BM Atlético Madrid                            | 28:23                                         | THW Kiel                                      | al-Sadd Sports Club                           | Zamalek SC, Al Jaish Sports Club, Metodista São Bernardo, Mudhar Club, Sydney University HC                                                |       |
| 2013 | Doha                                          | FC Barcelona                                  | 27:25                                         | HSV Hamburg                                   | El Jaish Sports Club                          | Étoile Sportive du Sahel, al-Rayyan SC, Handebol Taubaté, al-Sadd Sports Club, Sydney University HC                                        |       |
| 2014 | Doha                                          | FC Barcelona                                  | 34:26                                         | al-Sadd Sports Club                           | SG Flensburg-Handewitt                        | El Jaish Sports Club, Espérance Sportive de Tunis, Handebol Taubaté, Al-Ahli Sports Club, Sydney University HC                             |       |
| 2015 | Doha                                          | Füchse Berlin                                 | 28:27 n. V.                                   | MKB-MVM Veszprém                              | FC Barcelona                                  | Sydney University HC, al Ahly SC, Handebol Taubaté, Club Africain, al-Sadd Sports Club                                                     |       |
| 2016 | Doha                                          | Füchse Berlin                                 | 29:28                                         | Paris Saint-Germain                           | KS Kielce                                     | al-Sadd Sports Club, Espérance Sportive de Tunis, Lekhwiya Handball Team, Handebol Taubaté, Sydney University HC                           |       |
| 2017 | Doha                                          | FC Barcelona                                  | 29:25                                         | Füchse Berlin                                 | RK Vardar Skopje                              | al-Sadd Sports Club, EC Pinheiros, Espérance Sportive de Tunis, Naft & Gaz Gachsaran, Sydney University HC                                 |       |
| 2018 | Doha                                          | FC Barcelona                                  | 29:24                                         | Füchse Berlin                                 | Montpellier HB                                | al-Sadd Sports Club, EC Taubaté, L’Association Sportive de Hammamet, Al Najma, Sydney University HC                                        |       |
| 2019 | Dammam                                        | FC Barcelona                                  | 34:32                                         | THW Kiel                                      | RK Vardar Skopje                              | al-Wahda, Zamalek SC, Handebol Taubaté, Al Mudhar, Al-Duhail SC, New York City THC, Sydney University HC                                   |       |
| 2020 | nicht ausgetragen wegen der COVID-19-Pandemie | nicht ausgetragen wegen der COVID-19-Pandemie | nicht ausgetragen wegen der COVID-19-Pandemie | nicht ausgetragen wegen der COVID-19-Pandemie | nicht ausgetragen wegen der COVID-19-Pandemie | nicht ausgetragen wegen der COVID-19-Pandemie                                                                                              |       |
| 2021 | Dschidda                                      | SC Magdeburg                                  | 33:28                                         | FC Barcelona                                  | Aalborg Håndbold                              | Esporte Clube Pinheiros, Zamalek SC, al-Duhail SC, Al-Noor, Sydney University HC, al-Wahda, San Francisco CalHeat                          |       |
| 2022 | Dammam                                        | SC Magdeburg                                  | 41:39 n. V.                                   | FC Barcelona                                  | KS Kielce                                     | al Ahly SC, Espérance Tunis, HK Khaleej, Benfica Lissabon, Handebol Taubaté, al Kuwait SC, HK Mudhar, Sydney University HC, Club Ministros |       |
| 2023 | Dammam                                        | SC Magdeburg                                  | 34:32 n. V.                                   | Füchse Berlin                                 | FC Barcelona                                  | KS Kielce, al Ahly SC, Khaleej Club, Kuwait SC, Al-Najma, Al-Noor, San Francisco CalHeat, San Fernando HB, Uni Queensland                  |       |
| 2024 | Neue Hauptstadt                               | KC Veszprém                                   | 34:33 n. V.                                   | SC Magdeburg                                  | al Ahly SC                                    | FC Barcelona, Zamalek SC, Khaleej Club, Handebol Taubaté, Sydney University HC, California Eagles                                          |       |
| 2025 | Agypten                                       | n. n.                                         | n. n.                                         | n. n.                                         | n. n.                                         | n. n. | n. n. |
| 2026 | Agypten                                       | n. n.                                         | n. n.                                         | n. n.                                         | n. n.                                         | n. n. | n. n. |

### Ranglisten
| Rang | Verein                 | Sieger | Zweiter | Dritter | Gesamt | zuletzt dabei |
| ---- | ---------------------- | ------ | ------- | ------- | ------ | ------------- |
| 1    | FC Barcelona           | 5      | 2       | 2       | 09     | 2024          |
| 2    | SC Magdeburg           | 3      | 2       | 0       | 05     | 2024          |
| 3    | Füchse Berlin          | 2      | 3       | 0       | 05     | 2023          |
| 4    | BM Ciudad Real         | 2      | 1       | 0       | 03     | 2011          |
| 5    | Al Sadd Sports Club    | 1      | 2       | 1       | 04     | 2018          |
| 6    | THW Kiel               | 1      | 2       | 0       | 03     | 2019          |
| 7    | KC Veszprém            | 1      | 1       | 0       | 02     | 2024          |
| 8    | BM Atlético Madrid     | 1      | 0       | 0       | 01     | 2012          |
| 8    | CB Cantabria Santander | 1      | 0       | 0       | 01     | 1997          |
| 10   | al Ahly SC             | 0      | 1       | 1       | 02     | 2024          |
| 11   | HSV Hamburg            | 0      | 1       | 0       | 01     | 2013          |
| 11   | Drammen HK             | 0      | 1       | 0       | 01     | 1997          |
| 11   | Paris Saint-Germain    | 0      | 1       | 0       | 01     | 2016          |
| 14   | RK Vardar Skopje       | 0      | 0       | 2       | 02     | 2019          |
| 14   | KS Kielce              | 0      | 0       | 2       | 02     | 2023          |
| 16   | GS Pétroliers          | 0      | 0       | 1       | 01     | 2007          |
| 16   | Metodista São Bernardo | 0      | 0       | 1       | 01     | 2012          |
| 16   | al Zamalek SC          | 0      | 0       | 1       | 01     | 2024          |
| 16   | SG Flensburg-Handewitt | 0      | 0       | 1       | 01     | 2014          |
| 16   | Al-Sadd                | 0      | 0       | 1       | 01     | 2011          |
| 16   | Doosan KyungWol        | 0      | 0       | 1       | 01     | 1997          |
| 16   | El Jaish Sports Club   | 0      | 0       | 1       | 01     | 2014          |
| 16   | Montpellier HB         | 0      | 0       | 1       | 01     | 2018          |
| 16   | Aalborg Håndbold       | 0      | 0       | 1       | 01     | 2021          |

| Rang | Land           | Sieger | Zweiter | Dritter | Total |
| ---- | -------------- | ------ | ------- | ------- | ----- |
| 1    | Spanien        | 9      | 3       | 2       | 14    |
| 2    | Deutschland    | 6      | 8       | 1       | 15    |
| 3    | Katar          | 1      | 2       | 2       | 05    |
| 4    | Ungarn         | 1      | 1       | 0       | 02    |
| 5    | Ägypten        | 0      | 1       | 2       | 03    |
| 5    | Frankreich     | 0      | 1       | 1       | 02    |
| 7    | Norwegen       | 0      | 1       | 0       | 01    |
| 8    | Nordmazedonien | 0      | 0       | 2       | 02    |
| 8    | Polen          | 0      | 0       | 2       | 02    |
| 10   | Algerien       | 0      | 0       | 1       | 01    |
| 10   | Brasilien      | 0      | 0       | 1       | 01    |
| 10   | Dänemark       | 0      | 0       | 1       | 01    |
| 10   | Libanon        | 0      | 0       | 1       | 01    |
| 10   | Südkorea       | 0      | 0       | 1       | 01    |